# شیردانه
شیردانه نام روستایی از توابع بخش مرکزی شهرستان جهرم در استان فارس است.